# 国家安全研究备忘录第200号
国家安全研究备忘录第200号（即National Security Study Memorandum 200或简称NSSM200）是指在时任美国国务卿亨利·基辛格主导下，由美国国家安全委员会（The United States National Security Council）于20世纪六、七十年代完成的，一份题为“世界人口增长对美国国家安全和海外利益影响”的报告。[1] [2]
此报告于1975年由杰拉德·福特总统签署成为美国政府官方政策。该报告最初是秘密制订，随后解密，在20世纪90年代早期被学者们获取。
本文报告的基本内容是，欠发达国家（LDC）的人口增长对于美国国家安全是一个隐患。因为那样可能导致有经济增长潜力的国家内的不稳定和政治动荡。该政策强调了人口控制措施得重要性，以及推动13个美国认为人口增长对该国政治经济的发展有害的人口大国的人口控制。这些国家被认为很关键，因为“美国经济将需要从国外大量进口矿物”，而这些国家有可能产生对美国不利的力量。
本文建议美国领导层去“影响国家领袖”，以及采取大众传媒和其他教育和鼓励项目，以“增进世界范围内的和人口有关的努力”。